# Higgins (Texas)
Higgins è un centro abitato degli Stati Uniti d'America situato nella contea di Lipscomb dello Stato del Texas.
La popolazione era di 397 persone al censimento del 2010.

## Geografia fisica
Higgins è situata a 36°07′12″N 100°01′32″W (36.120027, -100.025597).
Secondo lo United States Census Bureau, ha un'area totale di 1,1 miglia quadrate (2,8 km²).

## Società

### Evoluzione demografica
Secondo il censimento del 2000, c'erano 425 persone, 198 nuclei familiari e 116 famiglie residenti nella città. La densità di popolazione era di 388,7 persone per miglio quadrato (150,5/km²). C'erano 253 unità abitative a una densità media di 231,4 per miglio quadrato (89,6/km²). La composizione etnica della città era formata dal 90,82% di bianchi, lo 0,94% di afroamericani, il 2,59% di nativi americani, il 3,29% di altre razze, e il 2,35% di due o più etnie. Ispanici o latinos di qualunque razza erano il 4,94% della popolazione.
C'erano 198 nuclei familiari di cui il 19,2% aveva figli di età inferiore ai 18 anni, il 52,0% aveva coppie sposate conviventi, il 6,1% aveva un capofamiglia femmina senza marito, e il 41,4% erano non-famiglie. Il 38,4% di tutti i nuclei familiari erano individuali e il 26,3% aveva componenti con un'età di 65 anni o più che vivevano da soli. Il numero di componenti medio di un nucleo familiare era di 2,15 e quello di una famiglia era di 2,90.
La popolazione era composta dal 20,2% di persone sotto i 18 anni, il 4,2% di persone dai 18 ai 24 anni, il 18,6% di persone dai 25 ai 44 anni, il 30,4% di persone dai 45 ai 64 anni, e il 26,6% di persone di 65 anni o più. L'età media era di 48 anni. Per ogni 100 femmine c'erano 94,1 maschi. Per ogni 100 femmine dai 18 anni in giù, c'erano 87,3 maschi.
Il reddito medio di un nucleo familiare era di 25.714 dollari e quello di una famiglia era di 32.875 dollari. I maschi avevano un reddito medio di 17.917 dollari contro i 20.250 dollari delle femmine. Il reddito pro capite era di 16.164 dollari. Circa il 17,8% delle famiglie e il 21,1% della popolazione erano sotto la soglia di povertà, incluso il 40,0% di persone sotto i 18 anni e il 16,0% di persone di 65 anni o più.